# 3. století
3. století je období mezi 1. lednem 201 a 31. prosincem 300 našeho letopočtu. Jedná se o třetí století prvního tisíciletí.
V tomto století prodělala Římská říše tzv. krizi třetího století. V oblasti Persie byla vystřídána vládnoucí dynastie Arsakovců Sásánovci, zatímco v Indii byla ukončena dlouholetá vláda Kušánů a na jejich místo nastoupili Guptovci. V Číně probíhalo období Tří království, Korea byla ovládána Třemi královstvími Koreje a Japonsko se nacházelo v období Kofun.

## Významné události
- 212 vydal římský císař Caracalla edikt Constitutio Antoniniana, na jehož základě téměř všichni mužští obyvatelé římské říše obdrželi plnoprávné římské občanství.
- 220 skončila v Číně vláda dynastie Chan, po níž následovalo období tří říší.
- cca 230 vypukl konflikt mezi římskou a sásánovskou říší, trvající do roku 628.
- 235–284 zažila římská říše tzv. krizi třetího století, charakteristickou politickou nestabilitou a hospodářským úpadkem.
- 250 začalo v Japonsku tzv. období Kofun.
- 251 zvítězili Gótové nad Římany v bitvě u Abrittu, v níž padl i římský císař Decius.
- 257–258 rozpoutal císař Valerianus velké pronásledování křesťanů.
- 269 porazili Římané Góty v bitvě u Naissu.

## Významné osobnosti

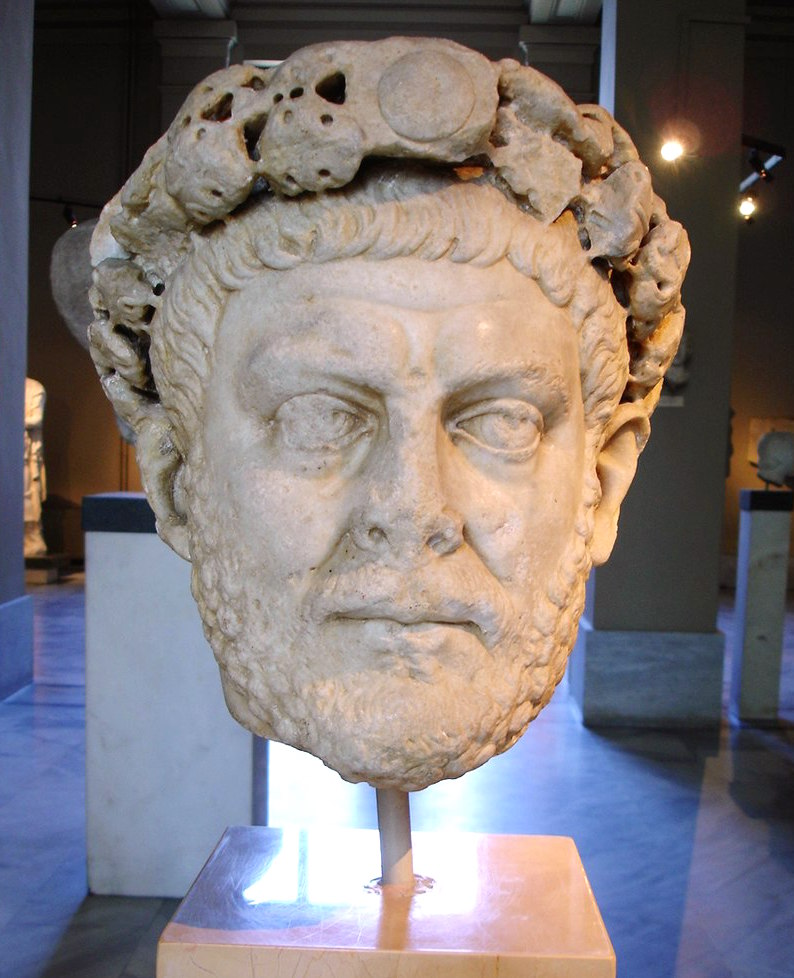
Diokleciánova busta

- Ailiános Klaudios (cca 175 – cca 235) – spisovatel a sofista
- Ammónios Sakkás (cca 175 – 242) – řecký filozof a zakladatel novoplatonismu
- Ardašír I. (cca 180 – 240/241) – zakladatel novoperské říše z dynastie Sásánovců
- Aurelianus (214–275) – římský císař
- Diocletianus (cca 244 – 312/316) – římský císař
- Caracalla (188–217) – římský císař
- Cassius Dio (cca 155 – 163/164) – římský historik
- Cchao Cchao (155–220) – čínský vojevůdce, ministr a básník
- Claudius II. (213/214–270) – římský císař
- Constantius I. Chlorus (250–306) – římský císař

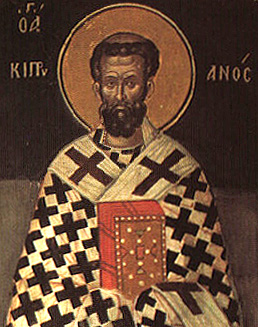
Svatý Cyprián

- Svatý Cyprián (?–258) – biskup, spisovatel, církevní otec a světec
- Ču-ke Liang (181–234) – čínský vojevůdce a politik
- Diofantos (201/215 –85/299) řecký matematik
- Díogenés Laertios (180–240) – řecký historik a spisovatel
- Gallienus (218–268) – římský císař
- Héliodóros – řecký spisovatel
- Herodianos (cca 170 – cca 240) – řecký historik
- Hippolyt Římský (cca 170 – 235) – církevní otec a první vzdoropapež
- Iulia Domna (?–218) – manželka římského císaře Septimia Severa
- Kléméns Alexandrijský (cca 150 – 211/216) – spisovatel a církevní otec
- Kornélius (?–253) – papež
- Liou Chuej (cca 225 – cca 295) – čínský matematik
- Mání (216–277) – perský prorok a zakladatel manicheismu

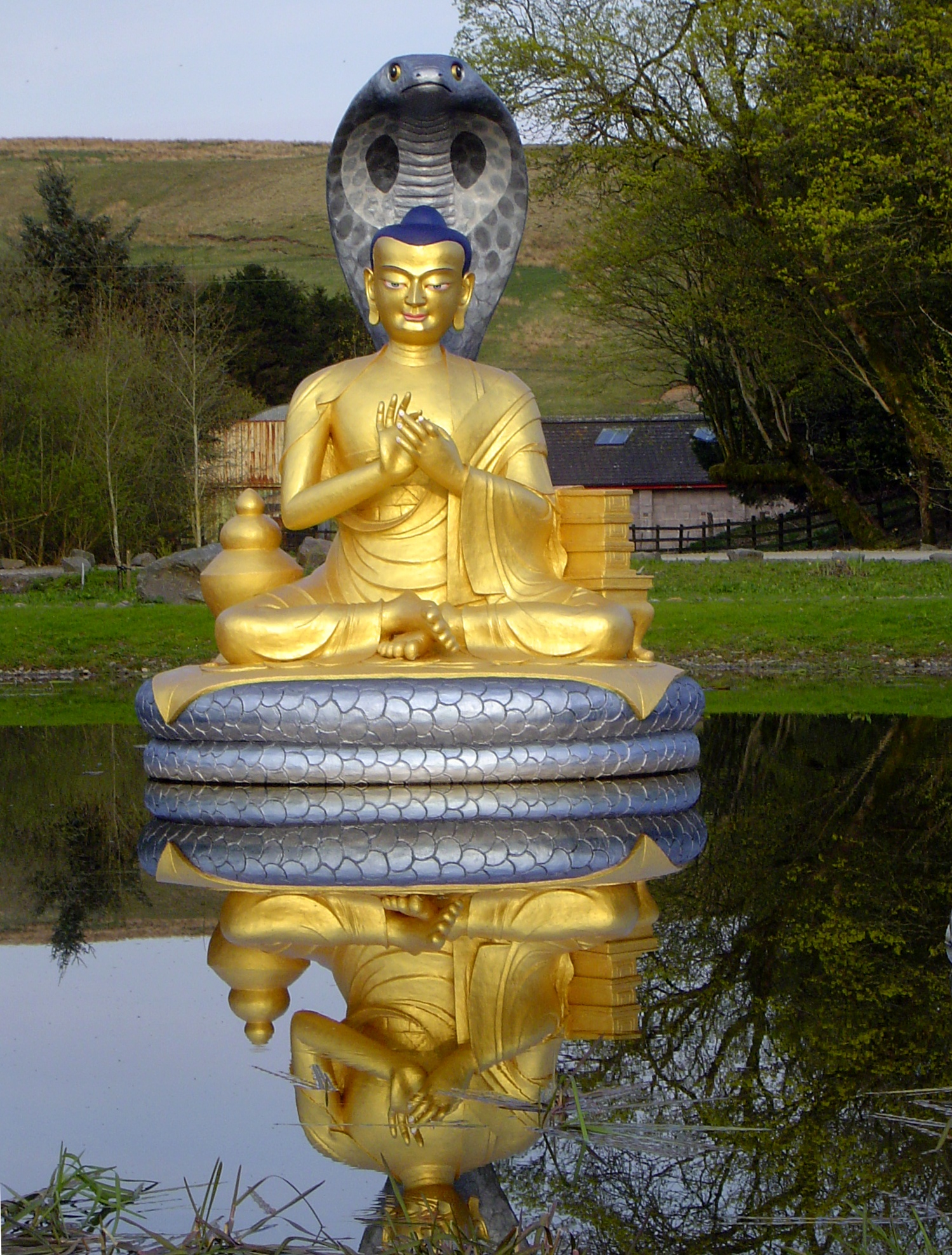
Socha Nágárdžuny v klášteře Samye Ling

- Nágárdžuna (cca 150 – cca 250) – indický filozof a zakladatel mahájánového buddhismu
- Órigenés (185–253) – teolog, církevní učitel a představitel alexandrijské školy
- Pappos z Alexandrie (cca 290 – cca 350) – řecký matematik a astronom
- Philippus Arabs (cca 204–249) – římský císař
- Plótínos (205–270) – novoplatónský filozof
- Porfyrios (232–304) – novoplatónský filozof
- Probus (232–282) – římský císař
- Septimius Severus (146–211) – římský císař
- Sextus Iulius Africanus (160/170 – cca 240) – cestovatel a spisovatel
- Šápúr I. (240/241 – 271/272) – perský velkokrál z rodu Sásánovců
- Tertullianus (cca 160 – cca 220) – spisovatel
- Vásudéva I. – kušánský král
- Zenobie (cca 240 – cca 271) – královna syrské Palmýry a římská vzdorocísařovna